# 詹尼·隆齐
詹尼·隆齐（義大利語：Gianni Lonzi，1938年8月4日—），意大利男子水球运动员。他曾代表意大利国家队参加1960年、1964年和1968年夏季奥林匹克运动会水球比赛，其中1960年奥运会获得金牌。